# Le Pallet
Le Pallet [lə palɛ] est une commune de l'Ouest de la France, située dans le département de la Loire-Atlantique, en région Pays de la Loire. Située au sein du Vignoble nantais, la vitrine économique de cette commune rurale est la viticulture bien que depuis quelques années des zones d'activités se soient implantées dans ce lieu, maintenant considéré comme la périphérie de la ville de Nantes.

## Géographie

Situation de la commune du Pallet dans le département de la Loire-Atlantique.

Le Pallet est situé dans la vallée de la Sèvre nantaise, à 20 km au sud-est de Nantes et 7 km au nord-ouest de Clisson.
| La Haie-Fouassière | La Chapelle-Heulin | Vallet    |
|                    | Pallet             | Mouzillon |
| Maisdon-sur-Sèvre  | Monnières          | Gorges    |

### Climat
Pour des articles plus généraux, voir Climat des Pays de la Loire et Climat de la Loire-Atlantique.
En 2010, le climat de la commune est de type climat océanique franc, selon une étude du CNRS s'appuyant sur une série de données couvrant la période 1971-2000. En 2020, Météo-France publie une typologie des climats de la France métropolitaine dans laquelle la commune est exposée à un climat océanique et est dans la région climatique  Bretagne orientale et méridionale, Pays nantais, Vendée, caractérisée par une faible pluviométrie en été et une bonne insolation. 
Pour la période 1971-2000, la température annuelle moyenne est de 11,9 °C, avec une amplitude thermique annuelle de 13,6 °C. Le cumul annuel moyen de précipitations est de 852 mm, avec 12,6 jours de précipitations en janvier et 6,1 jours en juillet. Pour la période 1991-2020, la température moyenne annuelle observée sur la station météorologique installée sur la commune est de 12,9 °C et le cumul annuel moyen de précipitations est de 771,7 mm,. Pour l'avenir, les paramètres climatiques de la commune estimés pour 2050 selon différents scénarios d'émission de gaz à effet de serre sont consultables sur un site dédié publié par Météo-France en novembre 2022.
| Mois                                  | jan.             | fév.          | mars           | avril         | mai           | juin          | jui.          | août          | sep.          | oct.            | nov.          | déc.             | année      |
| ------------------------------------- | ---------------- | ------------- | -------------- | ------------- | ------------- | ------------- | ------------- | ------------- | ------------- | --------------- | ------------- | ---------------- | ---------- |
| Température minimale moyenne (°C)     | 3,4              | 3             | 4,8            | 6,7           | 10            | 12,8          | 14,3          | 14            | 11,3          | 9,5             | 5,9           | 3,5              | 8,3        |
| Température moyenne (°C)              | 6,3              | 6,7           | 9,2            | 11,8          | 15,1          | 18,3          | 20            | 19,9          | 17,1          | 13,9            | 9,5           | 6,6              | 12,9       |
| Température maximale moyenne (°C)     | 9,2              | 10,5          | 13,7           | 16,9          | 20,2          | 23,8          | 25,8          | 25,8          | 23            | 18,3            | 13            | 9,8              | 17,5       |
| Record de froid (°C) date du record   | −11,7 02.01.1997 | −8,8 12.02.12 | −10,3 01.03.05 | −3,5 04.04.22 | −1 01.05.16   | 3,8 01.06.06  | 7,4 10.07.04  | 6,1 21.08.14  | 1 26.09.10    | −4,1 30.10.1997 | −7,1 17.11.07 | −11,1 31.12.1996 | −11,7 1997 |
| Record de chaleur (°C) date du record | 18,3 27.01.03    | 24,6 27.02.19 | 26 30.03.21    | 29,2 30.04.05 | 33,5 26.05.17 | 39,1 18.06.22 | 42,2 18.07.22 | 40,7 07.08.20 | 35,6 12.09.22 | 31,8 08.10.23   | 22,9 01.11.15 | 18,3 07.12.00    | 42,2 2022  |
| Précipitations (mm)                   | 81               | 62,3          | 55,4           | 55,9          | 61,2          | 45            | 43,8          | 46,1          | 55,3          | 80,9            | 89,5          | 95,3             | 771,7      |

## Urbanisme

### Typologie
Au 1er janvier 2024, Le Pallet est catégorisée bourg rural, selon la nouvelle grille communale de densité à sept niveaux définie par l'Insee en 2022.
Elle appartient à l'unité urbaine de Le Pallet, une unité urbaine monocommunale constituant une ville isolée,. Par ailleurs la commune fait partie de l'aire d'attraction de Nantes, dont elle est une commune de la couronne,. Cette aire, qui regroupe 116 communes, est catégorisée dans les aires de 700 000 habitants ou plus (hors Paris),.

### Occupation des sols
L'occupation des sols de la commune, telle qu'elle ressort de la base de données européenne d’occupation biophysique des sols Corine Land Cover (CLC), est marquée par l'importance des territoires agricoles (85,7 % en 2018), en diminution par rapport à 1990 (88,8 %). La répartition détaillée en 2018 est la suivante : 
cultures permanentes (58,3 %), prairies (17,4 %), zones urbanisées (10,9 %), zones agricoles hétérogènes (10 %), forêts (3,4 %). L'évolution de l’occupation des sols de la commune et de ses infrastructures peut être observée sur les différentes représentations cartographiques du territoire : la carte de Cassini (XVIIIe siècle), la carte d'état-major (1820-1866) et les cartes ou photos aériennes de l'IGN pour la période actuelle (1950 à aujourd'hui).

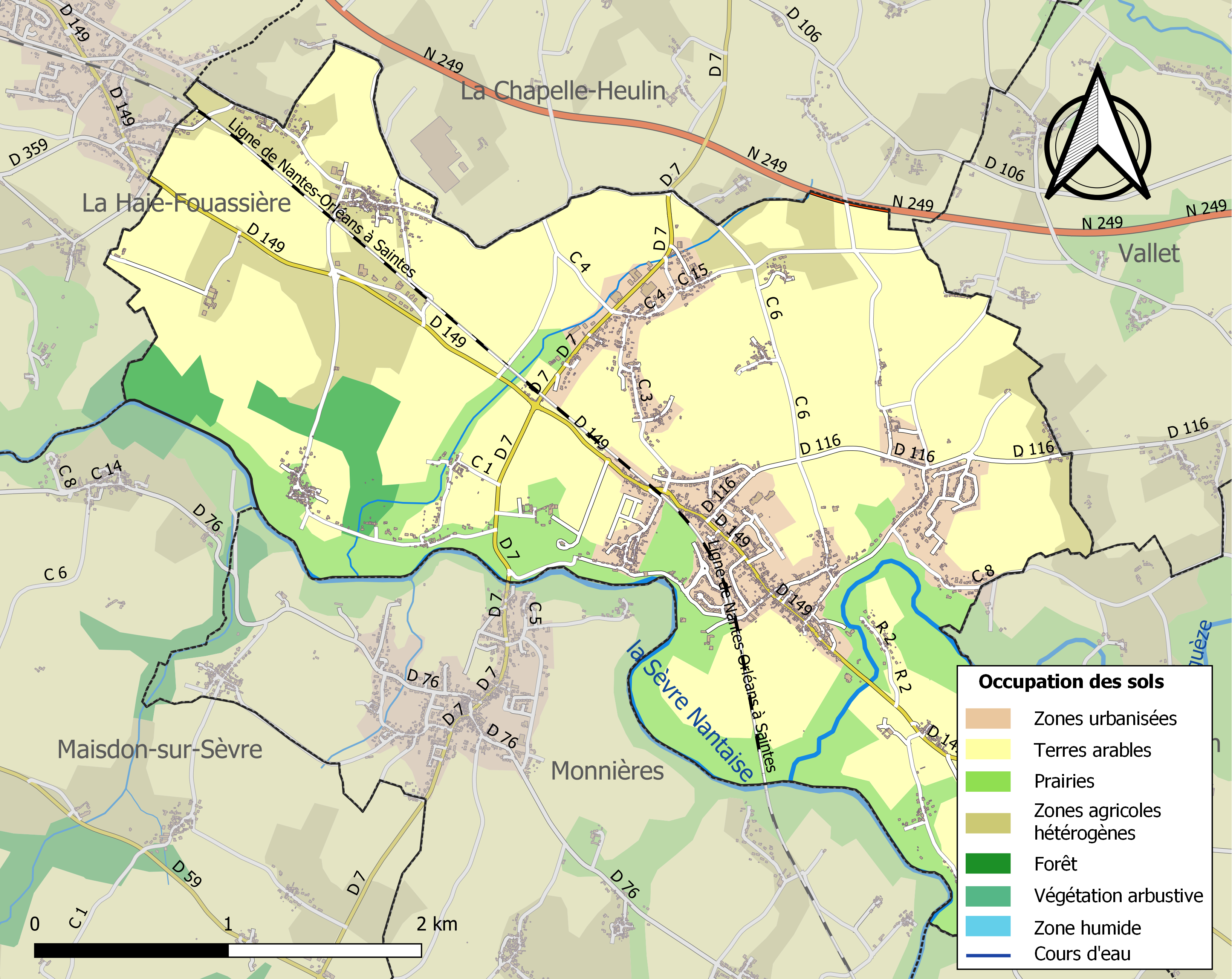
Carte des infrastructures et de l'occupation des sols de la commune en 2018 (CLC).

## Toponymie
Le nom de la localité est attesté sous sa forme latine Palatium  dès 1123, Palacium en 1278, Palais et Palez vers 1315, Palletz, Paletz, Palet ou Le Pallet au XVIIIe siècle.
Le Pallet vient de l'ancien seigneur, Daniel du Palais. (Daniel de Palatio est cité dans une charte de 1084).
La commune est située sur la limite entre poitevin et gallo. En gallo, son nom est Le Palès ou Le Palés selon l'écriture ABCD; Le Palèt selon l'écriture ELG ou L'Palèt en écriture MOGA. En gallo, le nom de la commune se prononce [lpalɛ] ou plus rarement [lpale].
En 1944, Théophile Jeusset crée un nom en breton pour la localité : Palez. La forme bretonne actuelle proposée par l'Office public de la langue bretonne est Ar Palez.

## Histoire
Des traces d’occupation par des chasseurs-cueilleurs du Magdalénien supérieur ont été retrouvées dans les environs (outillage lithique). Sur la commune, de l’outillage néolithique a été découvert en plusieurs endroits : pointes de flèches, haches polies, polissoir...
Le site du Pallet est occupé à l’époque romaine (monnaies et des céramiques).
Néanmoins, l’hypothèse d’un oppidum gallo-romain sur la butte d’Abélard n’a pu être confirmée par les fouilles de 2006, très ponctuelles. Nulle trace d’une villa gallo-romaine ou d’un palais wisigothique qui auraient été à l’origine du nom de la commune (Palatium, le Palais) n’a été découverte jusqu’à présent.
Le Pallet est mentionné au VIe siècle.
À partir de 866, les Vikings s’établissent sur la Loire dans la région nantaise. À part une parenthèse de retour à la stabilité de 888 à 907 sous le règne d’Alain le Grand, Nantes est une base d’expédition viking et la région est décrite ravagée et dépeuplée. En 937, Alain Barbetorte chasse les Vikings de la région nantaise. Après presque un siècle d’occupation, tout est à reconstruire. Changement d’époque : c’est le début de l’ère féodale, le pays se structure autour des fiefs et des liens de vassalité.
Une première forteresse en bois de type motte féodale (il en reste la trace d’un fossé circulaire rejoignant les à-pics naturels autour de la butte dite d’Abélard), difficile à dater faute d’avoir bénéficié d’une campagne de fouille approfondie, semble avoir préexisté au donjon qui en enjambe le fossé.
Celui-ci, très ruiné, est l’un des plus vastes de l’Ouest de la France. Il n’est dépassé en superficie que par les donjons normands de Caen, Domfront et Falaise. Selon une datation au carbone 14, le donjon aurait été édifié dans une fourchette de dates comprise entre 892 et 1023. 984 ou 1015 semblent les dates les plus vraisemblables. C’est une période politiquement fluctuante. Après avoir été poitevine jusqu’au milieu du Xe siècle, la région autour du Pallet est disputée entre la maison de Bretagne et la maison d’Anjou. En l’absence d’archives, une différence de datation de quelques années change donc le contexte et le possible maître d’œuvre.
L'historien spécialiste de cette période et de la région, Noël-Yves Tonnerre, en attribue l’édification (vers 1015) à un vassal de l'évêque de Nantes, sur une terre d'église.
Selon une autre hypothèse, il pourrait avoir été construit par le comte d'Anjou Geoffroi Grisegonelle (vers 984). Celui-ci a des prétentions contestables sur le comté de Nantes, que son père Foulques II a eu pour moitié dans des circonstances douteuses dans les années 950-960, mais à la mort de Foulques, le comté est revenu dans les mains d’Hoël, puis Gérech, fils illégitimes d’Alain Barbetorte. C’est précisément en 983-984 que Geoffroy Grisonnelle emprisonne Gérech, comte de Nantes et duc de Bretagne, dont il exige l’hommage. Cette construction ambitieuse, à moins de 20 km de Nantes, aurait été destinée à contrôler la rive sud de la Loire et la vallée de la Sèvre et à soutenir la politique d’expansion vers l’Ouest de la maison d’Anjou. La seigneurie voisine de Clisson (à environ 6 km en amont sur la Sèvre) offre un point de comparaison intéressant : elle apparait pour la première fois en 1061 dans un acte du comte d’Anjou Geoffroy le Barbu relatif à Baudri de Clisson, un de leurs vassaux. Le château, mentionné à partir de 1088, pourrait avoir été bâti par le comte d’Anjou au milieu du siècle, avant que Clisson ne bascule dans l’orbite bretonne : les seigneurs de Clisson sont mentionnés comme barons des comtes de Nantes et des ducs de Bretagne dès la fin du XIIe siècle. La seigneurie du Pallet pourrait avoir connu un parcours similaire. Dans la deuxième moitié du XIe siècle, Le Pallet (ou Palais) est dans le duché de Bretagne. En 1066, une charte de Conan II, duc de Bretagne, ordonne sous peine de sanction de respecter les droits des moines de l'abbaye de Vertou sur le Pallet, désormais bafoués depuis qu’on y cultive la vigne, datant de l’essor du vignoble local.
Dans la deuxième moitié du XIe siècle, la chapelle Sainte-Anne est accolée au flanc sud d’une chapelle castrale préexistante, probablement contemporaine du donjon. Par la suite, les deux chapelles sont prolongées vers l’ouest et deviennent le chevet de l’église paroissiale Saint-Vincent.
Le religieux théologien Pierre Abélard naît au Pallet en 1079. Dans un de ses écrits, cet intellectuel situe le lieu de sa naissance au Pallet, et précise : « en Bretagne mineure » (Bretagne armoricaine).
Les ruines du donjon sont communément appelées “château d’Abélard”. S’il n’est pas certain qu’il y soit né et qu’il y ait grandi, le château lui était probablement familier : sa mère pourrait être l’héritière de Daniel du Pallet, seigneur du lieu, et son père le commandant de la garnison de la place forte, avant de devenir baillistre du domaine à la mort de son beau-père. Abélard en aurait hérité s’il n’avait récusé son droit d’aînesse pour poursuivre ses études, le fief passant à son cadet Raoul. Si l’hypothèse est exacte, c’eût été véritablement son château si l’ordre de succession avait été respecté. Mais Abélard n’aurait pas acquis la célébrité qui est la sienne.
Au XIIe siècle, un  prieuré bénédictin nommé Saint-Étienne du Pallet est mentionné. Il appartient à l'abbaye poitevine de Saint-Jouin-de-Marne.
En 1112, Daniel du Palais se retire à l’abbaye de Redon. Le duc de Bretagne Alain Fergent y entre également en religion la même année pendant que son épouse la Duchesse Ermengarde fait de même à l’abbaye de Fontevrault, où Lucie, l’épouse de Daniel, se retire peu après. Cette double coïncidence peut laisser penser à une proximité des Palais avec le couple ducal. Quand ils entraient en religion, les grands personnages ne devenaient pas des moines ou moniales ordinaires et emmenaient une suite avec eux. Daniel et Lucie du Pallet auraient pu en faire partie.
Cependant, les seigneurs du Pallet n’accèdent jamais au premier rang parmi les seigneurs bretons et on perd la trace de leur lignée, contrairement à leurs voisins de Clisson qui deviennent la puissance locale, comptant parmi les neuf baronnies défendant les Marches, avant de devenir progressivement une des familles les plus puissantes de Bretagne.
Au XIIIe siècle, Le Pallet appartient au duc de Bretagne Pierre Mauclerc, qui le donne en dot à sa fille Yolande de Bretagne en 1236. Le fief passe vers 1270 aux Souvaing, seigneurs de Daon en Anjou, puis par mariage aux Aménart, seigneurs de Chanzé et de Bouillé, également en Anjou, pour deux siècles.
Un vaste réseau de forteresse puissantes se développe dans les Marches de Bretagne, territoire stratégique qui fait tampon entre le Duché et le Royaume de France. À proximité du Pallet, les forteresses de Nantes, Clisson, Oudon, Ancenis... font face à celles de Champtocé-sur-Loire, Champtoceaux, Tiffauges, Montaigu... Le Pallet ne semble pas avoir joué un rôle majeur dans ce dispositif malgré son puissant donjon et son passage entre les mains de la famille ducale. Alors que les forteresses alentour sont sans cesse adaptées, intégrant les avancées technologiques et architecturales de l’époque, le château du Pallet semble être resté tel qu’au XIe siècle (il ne semble pas y avoir eu d’enceinte maçonnée flanquée de tours ou de système complexe de porte).

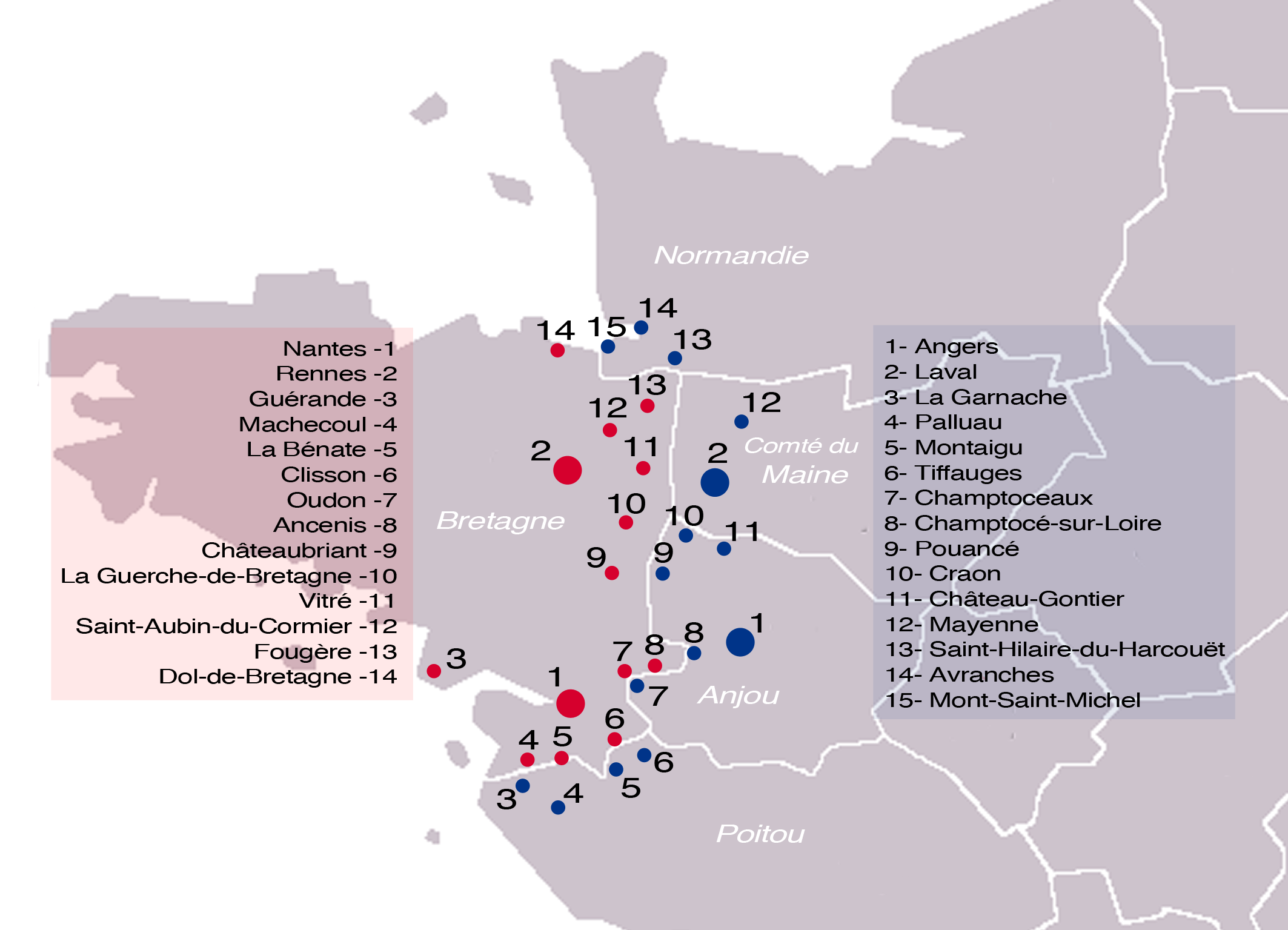
Forteresses des marches de Bretagne

Le donjon aurait été détruit pendant les troubles entourant l’enlèvement du duc de Bretagne, Jean V, par Marguerite de Clisson en 1420. Celle-ci le retient prisonnier dans la place forte de Champtoceaux, qui est prise et détruite après un long siège. Les châteaux des alliés de Marguerite de Clisson subissent le même sort. C’est probablement ce qui arrive au Pallet, à moins qu’il n’ait été détruit au cours des affrontements entre les deux camps pendant l’emprisonnement du duc. Le château du Pallet semble avoir été une victime collatérale du conflit entre la famille de Clisson et le duc de Bretagne,. La place forte est en tout cas ruinée depuis longtemps en 1533, selon un aveu conservé aux archives de la Chambre des Comptes de Bretagne. Après sa destruction dans les années 1420, le site n’est pas rebâti, en dehors d’un calvaire au sommet de la butte.
En 1466, une abbaye est fondée près du bourg du Pallet par Huet de La Lande.
En 1683, l'archidiacre Binet décrit l’église Saint-Vincent délabrée et le chœur au bord de la ruine. Personne n’ose y toucher car il appartient au seigneur de la Galissonnière et du Pallet
Le chœur, ancienne chapelle castrale, disparait pendant la Révolution. L’ancienne église est rasée en 1853 et seule la chapelle Sainte-Anne est épargnée grâce aux interventions de Prosper Mérimée et de Charles de Rémusat. Une nouvelle église est construite sur un nouvel emplacement dans le bourg en réutilisant les pierres de l’ancien édifice.

## Héraldique
| Blason | Blasonnement : D'hermine à la croix pattée de gueules. Commentaires : Sceau de Raoul Souvaing, seigneur du Pallet (1315). L'hermine évoque le blasonnement d'hermine plain de la Bretagne, rappelant l'appartenance passée de la ville au duché de Bretagne. Délibération municipale du 27 octobre 1971. |

## Politique et administration
| Période                                  | Période              | Identité                      | Étiquette                 | Qualité |
| ---------------------------------------- | -------------------- | ----------------------------- | ------------------------- | --- |
| Les données manquantes sont à compléter. |                      |                               |                           | |
| 1790                                     | 1er mars 1794        | Louis Coulon                  |                           | |
| 1794                                     | 1807                 | François Bouédron             |                           | |
| 1808                                     | 1809                 | Pierre Cornu                  |                           | |
| 1809                                     | 1815                 | Jean Marie Guillemé/Guillermé |                           | |
| 1815                                     | 1818                 | Cyprien Barrin                |                           | |
| 1818                                     | 1830                 | Pierre Dabin                  |                           | |
| 1830                                     | 1830                 | Thomas Blanchard              |                           | |
| 5 décembre 1830                          | 6 mars 1886          | Dominique Cormerais           |                           | |
| 1886                                     | 1900                 | Louis Pichaud                 |                           | |
| 1900                                     | 1900                 | Thomas Blanchard              |                           | |
| 21 octobre 1900                          | mai 1904             | Augustin Dugast               |                           | |
| mai 1904                                 | février 1931 (décès) | Auguste Sautejeau             |                           | Minotier |
| 1931                                     | 1950 (décès)         | Étienne Sautejeau             |                           | Négociant en vins, president de la Fédération des syndicats viticoles de la Loire-Inférieure Conseiller d'arrondissement (1935 → 1940) Fils d'Auguste Sautejeau |
| 1950                                     | 27 mars 1971         | Marcel Sautejeau              |                           | Négociant en vins, maire honoraire Frère d'Étienne Sautejeau |
| 28 mars 1971                             | 25 mars 1977         | Gabriel Emeriaud              | DVD                       | Conseiller viticole, ancien adjoint au maire |
| 26 mars 1977                             | mars 1989            | Anne Roucou                   | DVD                       | Vice-présidente du SIVOM du canton de Vallet Maire honoraire (2011)                                                                                             |
| mars 1989                                | mars 2008            | Jean-Claude Douet             | UDF-MoDem (Démocratie 44) | Ingénieur, directeur technique à la ville de Nantes Adjoint au maire (1977 → 1989) Conseiller général de Vallet (1994 → 2008) Maire honoraire (2011)            |
| mars 2008                                | 27 mai 2020          | Pierre-André Perrouin         | DVD                       | Ingénieur retraité Président de la CC de Vallet (2014 → 2016) Président de la CC Sèvre et Loire (2017 → 2020)                                                   |
| 27 mai 2020                              | 14 février 2021      | Jean-Louis Métaireau          | DVD                       | Commercial en quincaillerie retraité Mandat écourté après la démission de plus d'un tiers des membres du conseil municipal                                      |
| 20 février 2021                          | En cours             | Joël Baraud                   | DVD                       | Informaticien retraité Élu à la suite de l'élection municipale partielle du 14 février 2021                                                                     |

## Politique
Le Pallet est une commune de tradition catholique, rurale et conservatrice, plutôt marquée à droite de l'échiquier politique, cependant depuis quelques années Le Pallet vote pour des candidats de gauche. En effet Ségolène Royal (PS) est arrivée en tête au second tour avec 52,20 % des voix devant le candidat de l'UMP, Nicolas Sarkozy, lors de l'élection présidentielle de 2007 tout comme le candidat divers gauche au conseil général de la Loire-Atlantique, René Baron qui a battu le candidat et ancien maire UMP de Vallet, Paul Dalon en obtenant 64,07 % des voix lors des élections cantonales de 2008 sur la commune du Pallet et 57,12 % sur le canton de Vallet.
Le Pallet reste cependant une place forte pour le président du Conseil général de la Vendée et président du parti souverainiste de droite (MPF), Philippe de Villiers, en effet sa liste a réalisé lors des Européennes de 2004, 18,95 % des voix, arrivant seconde derrière la liste socialiste (28,07 %) mais en devançant les listes de l'UDF (11,81 %) et de l'UMP (10,41 %), les partis du centre et de la droite traditionnelle.
La mairie du Pallet est dirigée depuis plus de 40 ans par une majorité issue de la droite ou du centre droit.
Principaux élus de la région : 
- le maire du Pallet est Joël Baraud (SE) ;
- les conseillers départementaux du canton de Vallet sont Pierre Bertin (LR) et Charlotte Luquiau (DVD) ;
- la présidente de la Communauté de Communes Sèvre et Loire est Christelle Braud (DVG).

Les dernières élections et les tendances politiques de la commune du Pallet :
| Élection                                                 | Droite | Gauche |
| -------------------------------------------------------- | --- | --- |
| Élection présidentielle de 2007 (2d tour)                | 47,80 % (Nicolas Sarkozy) | 52,20 %(Ségolène Royal) |
| Élection législative de 2007 (2d tour)                   | 52,94 % (Serge Poignant) | 47,06 % (Martine L'Hostis) |
| Élection cantonale de 2008 (2d tour)                     | 35,93 % (Paul Dalon) | 64,07 % (René Baron) |
| Élection municipale de 2008                              | 19 élus (Liste Perrouin) | 0 élu (Liste Lemaitre) |
| Élection régionale de 2004 (2d tour)                     | 47,84 % (Liste Fillon) | 53,16 % (Liste Auxiette) |
| Élection européenne de 2004                              | 36,26 % (Listes UMP-MPF-Divers Droite-UDF) | 43,28 % (Listes PS-PCF-Les Verts-Divers Gauche) |
| Élection législative de 2002 (1er tour)                  | 50,17 % (Serge Poignant) | 25,95 % (Martine L'Hostis) |
| Élection européenne de 1999                              | 37,70 % (Listes RPR-UDF-RPF) | 32,54 % (Listes PS-PCF-Les Verts) |
| Élection présidentielle de 2002 (1er tour)               | 44,61 % (Jacques Chirac RPR, François Bayrou UDF, Alain Madelin DL, Christine Boutin FRS, Corinne Lepage CAP 21, Jean Saint-Josse CPNT) + 11,09 % Extrême-Droite (Jean-Marie Le Pen FN, Bruno Megret MNR) | 31,51 % (Lionel Jospin PS, Jean-Pierre Chevènement MRC, Christiane Taubira PRG, Robert Hue PCF, Noël Mamère LES VERTS) + 12,79 % Extrême-Gauche (Arlette Laguiller LO, Olivier Besancenot LCR, Daniel Gluckstein PT) |
| Élection européenne de 2009                              | 44,09 % (Listes UMP-MPF-DLR-MoDem) | 40,87 % (Listes PS-Europe Écologie-Front de Gauche) |
| Élection régionale de 2010 en Pays de la Loire (2d tour) | 39,37 % (Liste Agir Vraiment avec Christophe BECHU et Laurent DEJOIE (44)) | 60,63 % (Liste La gauche et l'écologie en action - Jacques AUXIETTE et Monique RABIN (44)) |

Le Pallet a approuvé le Traité établissant une constitution pour l'Europe avec 50,26 % des voix lors du référendum de 2005 mais a rejeté le Traité de Maastricht avec 50,60 % des voix lors du référendum de 1992.

## Population et société

### Démographie
Selon le classement établi par l'Institut national de la statistique et des études économiques (Insee), Le Pallet est une ville isolée qui fait partie de l'aire urbaine et de la zone d'emploi de Nantes et du bassin de vie de Vallet. Toujours selon l'Insee, en 2010, la répartition de la population sur le territoire de la commune était considérée comme « peu dense » : 3 % des habitants résidaient dans des zones « intermédiaires », 96 % dans des zones « peu denses » et 1 % dans des zones « très peu denses ».

#### Évolution démographique
La commune du Pallet connait depuis ces 40 dernières années, une forte croissance démographique expliqué par la proximité de la ville de Nantes grâce à des routes adaptées et la gare ferroviaire, la seule du canton de Vallet.

L'évolution du nombre d'habitants est connue à travers les recensements de la population effectués dans la commune depuis 1793. Pour les communes de moins de 10 000 habitants, une enquête de recensement portant sur toute la population est réalisée tous les cinq ans, les populations de référence des années intermédiaires étant quant à elles estimées par interpolation ou extrapolation. Pour la commune, le premier recensement exhaustif entrant dans le cadre du nouveau dispositif a été réalisé en 2007.

En 2022, la commune comptait 3 374 habitants, en évolution de +4,26 % par rapport à 2016 (Loire-Atlantique : +6,68 %, France hors Mayotte : +2,11 %).
| 1793  | 1800 | 1806 | 1821  | 1831  | 1836  | 1841  | 1846  | 1851  |
| ----- | ---- | ---- | ----- | ----- | ----- | ----- | ----- | ----- |
| 1 500 | 979  | 798  | 1 102 | 1 492 | 1 493 | 1 452 | 1 448 | 1 548 |

| 1856  | 1861  | 1866  | 1872  | 1876  | 1881  | 1886  | 1891  | 1896  |
| ----- | ----- | ----- | ----- | ----- | ----- | ----- | ----- | ----- |
| 1 556 | 1 588 | 1 686 | 1 641 | 1 623 | 1 542 | 1 513 | 1 461 | 1 463 |

| 1901  | 1906  | 1911  | 1921  | 1926  | 1931  | 1936  | 1946  | 1954  |
| ----- | ----- | ----- | ----- | ----- | ----- | ----- | ----- | ----- |
| 1 590 | 1 476 | 1 449 | 1 351 | 1 401 | 1 270 | 1 278 | 1 332 | 1 349 |

| 1962  | 1968  | 1975  | 1982  | 1990  | 1999  | 2006  | 2007  | 2012  |
| ----- | ----- | ----- | ----- | ----- | ----- | ----- | ----- | ----- |
| 1 371 | 1 442 | 1 507 | 1 857 | 2 070 | 2 394 | 2 577 | 2 603 | 3 111 |

| 2017  | 2022  | - | - | - | - | - | - | - |
| ----- | ----- | - | - | - | - | - | - | - |
| 3 239 | 3 374 | - | - | - | - | - | - | - |

#### Pyramide des âges
La population de la commune est relativement jeune.
En 2018, le taux de personnes d'un âge inférieur à 30 ans s'élève à 38,4 %, soit au-dessus de la moyenne départementale (37,3 %). À l'inverse, le taux de personnes d'âge supérieur à 60 ans est de 18,0 % la même année, alors qu'il est de 23,8 % au niveau départemental.
En 2018, la commune comptait 1 596 hommes pour 1 652 femmes, soit un taux de 50,86 % de femmes, légèrement inférieur au taux départemental (51,42 %).
Les pyramides des âges de la commune et du département s'établissent comme suit.
| Hommes | Classe d’âge | Femmes |
| ------ | ------------ | ------ |
| 0,3    | 90 ou +      | 0,3    |
| 4,4    | 75-89 ans    | 5,1    |
| 13,2   | 60-74 ans    | 12,8   |
| 21,2   | 45-59 ans    | 19,5   |
| 23,4   | 30-44 ans    | 23,3   |
| 13,8   | 15-29 ans    | 15,5   |
| 23,8   | 0-14 ans     | 23,6   |

| Hommes | Classe d’âge | Femmes |
| ------ | ------------ | ------ |
| 0,6    | 90 ou +      | 1,8    |
| 6      | 75-89 ans    | 8,6    |
| 15,1   | 60-74 ans    | 16,4   |
| 19,4   | 45-59 ans    | 18,8   |
| 20,1   | 30-44 ans    | 19,3   |
| 19,2   | 15-29 ans    | 17,4   |
| 19,5   | 0-14 ans     | 17,6   |

#### Autres éléments
Structure de la population
- Hommes : 49,8 %
- Femmes : 50,2 %
- Marié(e) : 54,7 %
- Divorcé(e) : 5,9 %
- Célibataire : 34,9 %
- Veuf(veuve) : 4,5 %

(Population de + de 15 ans)
Chiffres clé (2007)
- Population active totale : 1 365
- Taux de chômage : 6,3 %
- Nombre de ménages : 1 020
- Taux de propriétaires : 75,8 %
- Rang national population (1999) : 3 790
- Revenu par ménage (1999) : 16 489 € / an

## Lieux et monuments
- Chapelle Saint-Jean-des-Goheaux (XIVe siècle, propriété privée), dite « chapelle des Templiers » ;
- Chapelle Saint-Michel (XVIIIe, XIXe et XXe siècles), désacralisée en 1959. Elle est actuellement le siège de la Banque humanitaire ;
- Chapelle Sainte-Anne[43], romane (XIe – XIIe siècle), vestiges de l'église paroissiale Saint-Vincent (détruite au XIXe siècle), inscrite aux monuments historiques par arrêté du 9 août 1941. Elle abrite des stèles funéraires du XIVe siècle ;

Chapelle Sainte-Anne
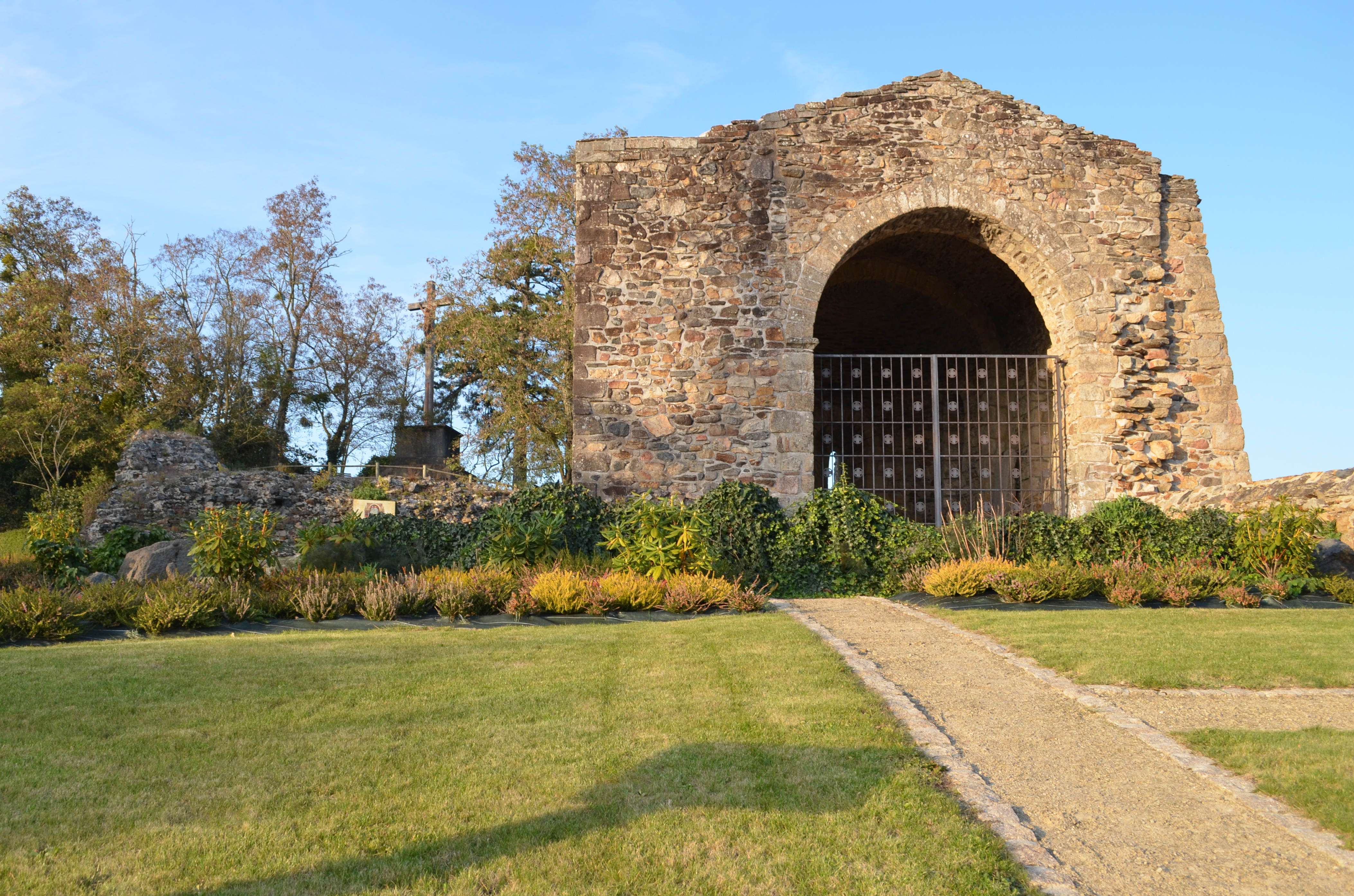
La chapelle et les ruines de la place forte
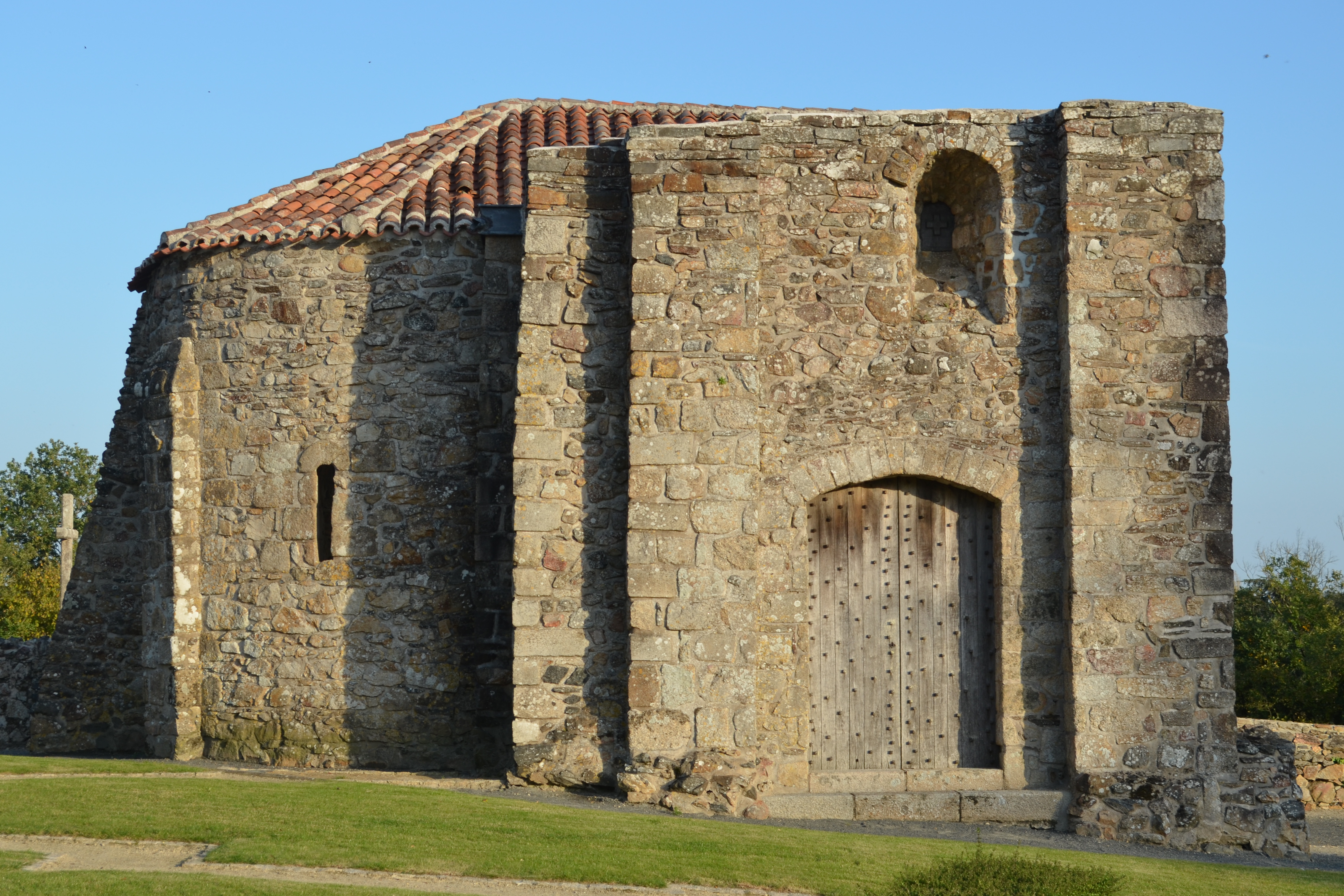
Vue latérale
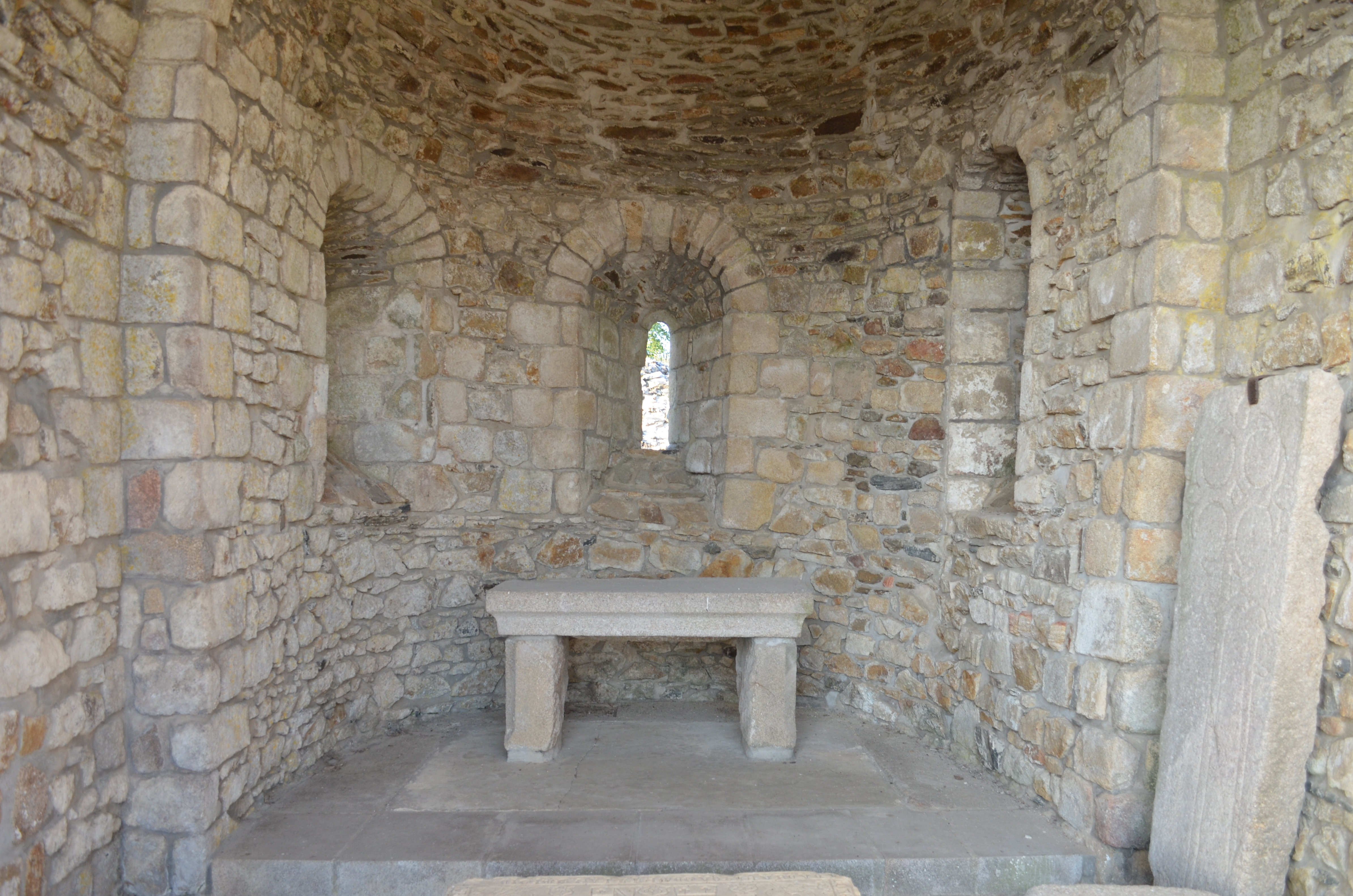
Intérieur
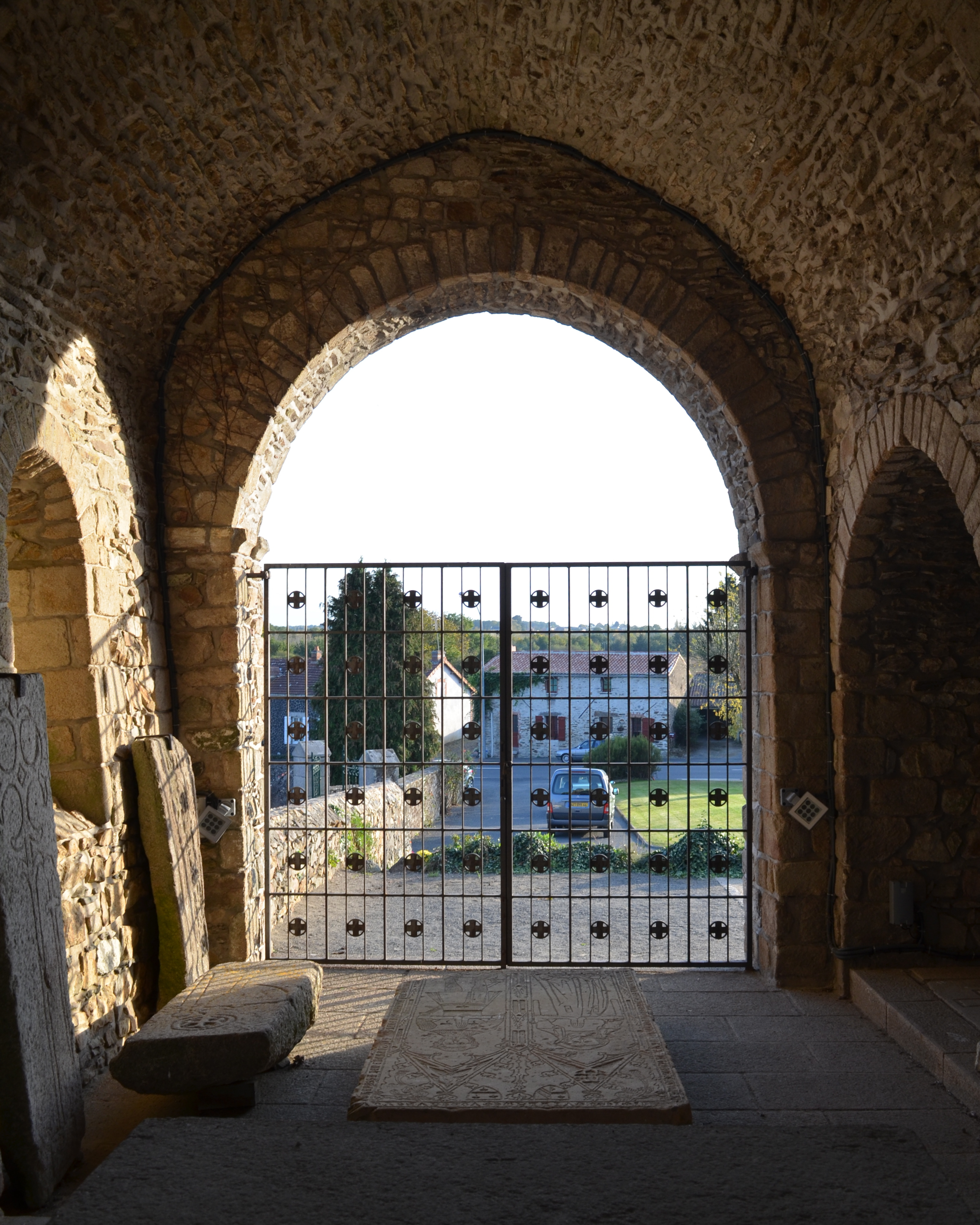
Intérieur
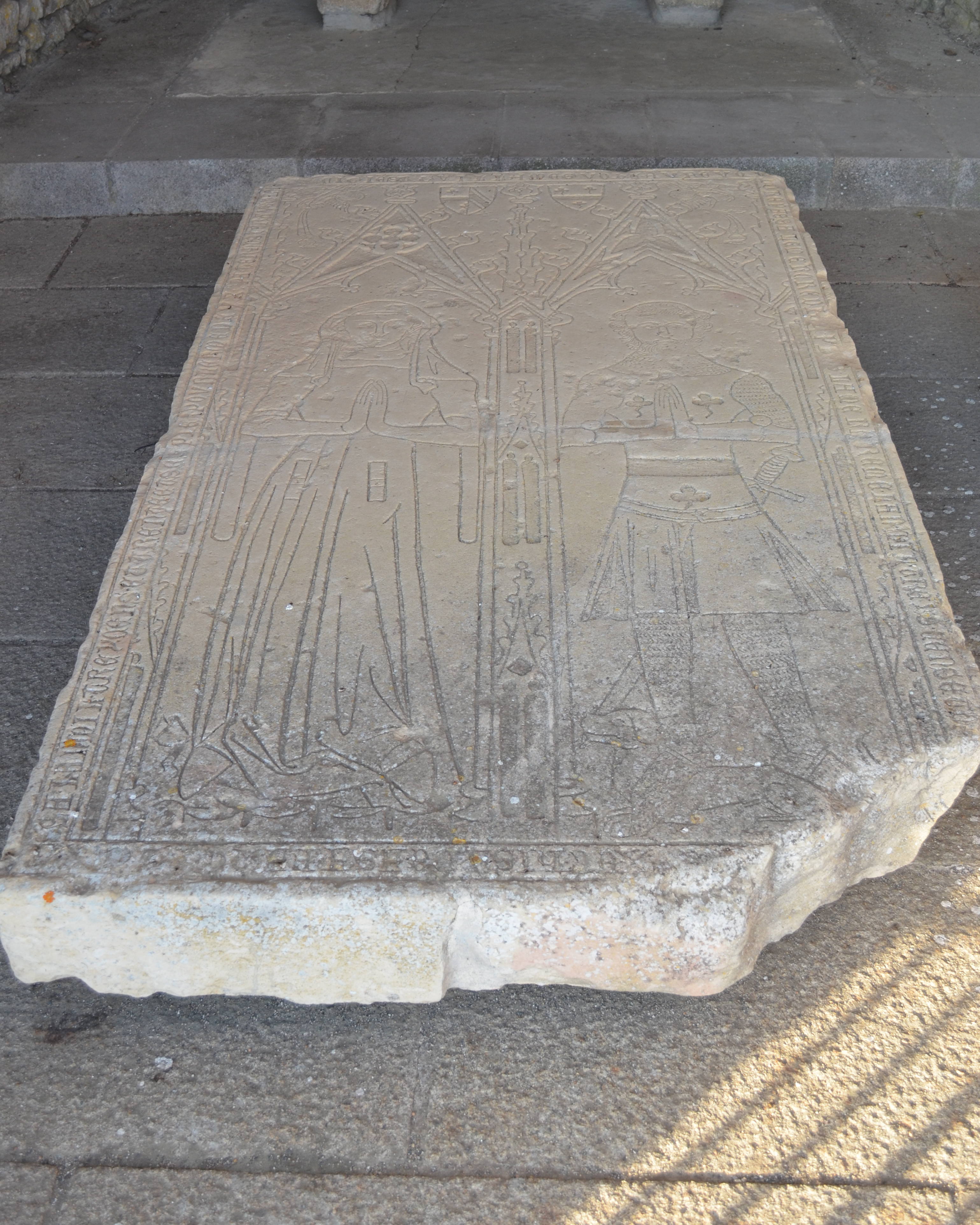
Dalle funéraire des Goheau (XIVe s.)

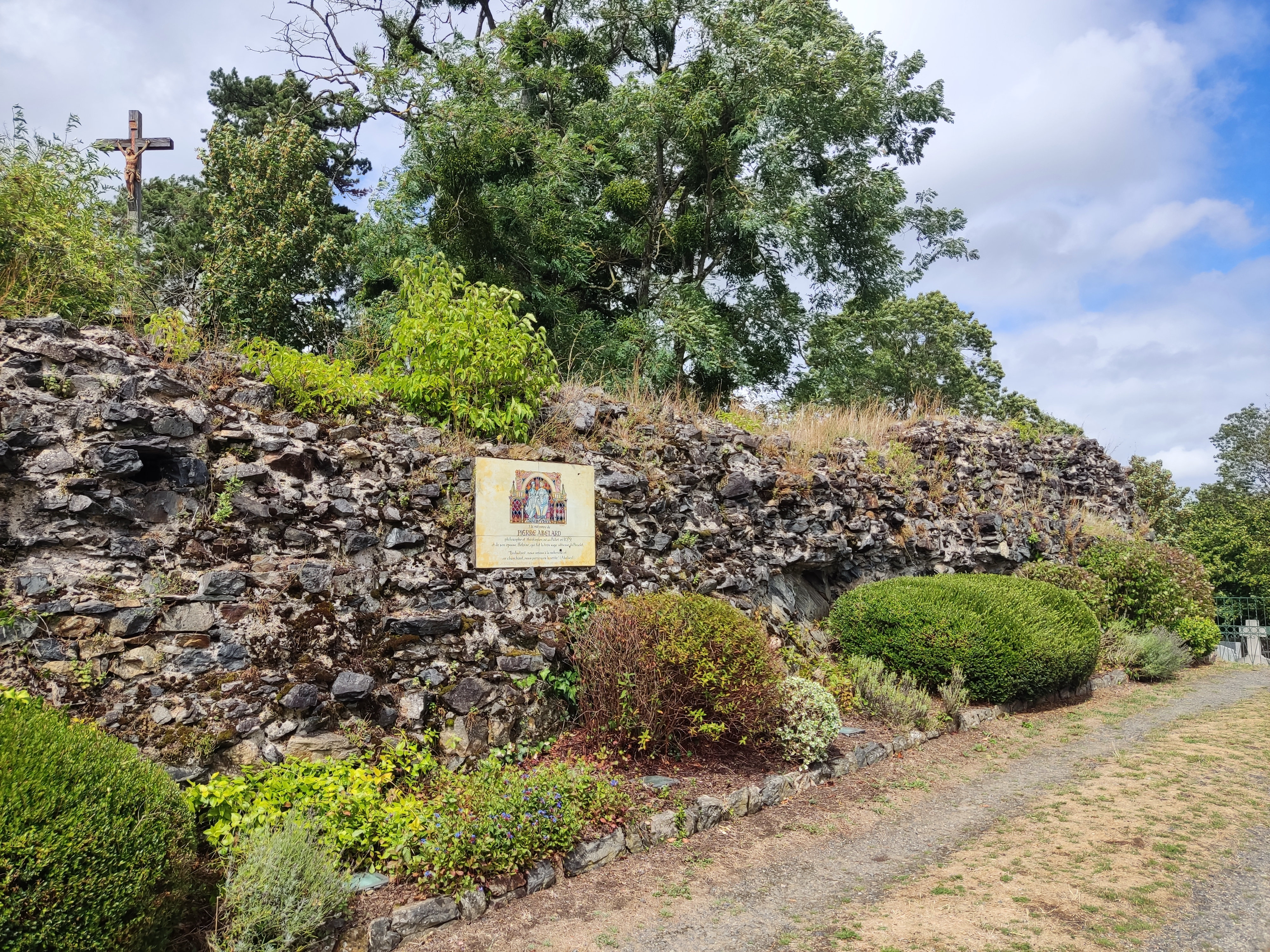
Les murs du donjon et la plaque commémorative des 900 ans de la naissance d'Abélard au Pallet (1979)

- Les murs du donjon et la plaque commémorative des 900 ans de la naissance d'Abélard au Pallet (1979)Ruines du château d'Abélard et motte féodale[44] (Xe – XIe siècle)[45],[46]. Le donjon, dit « chateau d’Abélard », a été bâti sur le versant sud d’une butte appelée « Butte d’Abélard » ou « Butte du Mont Pallet », dominant au nord la rivière Sanguèze avec un dénivelé abrupt de 27 m. À environ 8,50 m au sud se dresse la chapelle Sainte-Anne. Le chœur disparu de l’église Saint-Vincent (ancienne chapelle castrale, probablement contemporaine du donjon) était encore plus proche : 5 m. Le donjon semble avoir été bâti au-dessus un fossé préexistant. Celui-ci rejoint les abrupts naturels et dessine une plate-forme circulaire qui portait peut-être une construction en bois, laissée libre à l’arrière du donjon. On ignore s’il existait un fossé entre celui-ci et la chapelle[20]. En plus des structures pérennes en pierre et des fossés, il existait probablement des palissades de bois et de bâtiments annexes de construction légère. Les fondations reposent sur le socle rocheux. Les vestiges des murs, épais de 3,70 m, dessinent un carré de 20 m de côté. Ils sont lisses, sans contreforts. Ils sont conservés sur une hauteur variant entre 2,60 et 6,20 m. Le mur ouest est le mieux conservé. Une brèche a été pratiquée ultérieurement dans la construction pour accéder à l’intérieur. Les pierres de parements ont été en grande partie arrachées. Sa hauteur était probablement comprise entre 320 et 30 m[20]. Avec ses 400 m2 d’emprise au sol, c’est l’un des plus vastes donjons de l’ouest, dépassant ceux de Loches (25 × 15 m) ou de Montbazon. Il devait ressembler à ce dernier, lui aussi dépourvu de contreforts[45].
- Château de la Galissonnière (XVe – XIXe siècle), ancienne résidence de la famille Barrin[47]. Il fut le quartier général de Charette durant la Guerre de Vendée, aujourd'hui propriété viticole ;
- Château de la Mercredière (XIVe – XIXe siècles), propriété viticole[48] ;
- Château de la Sébinière (XVIIIe – XIXe siècles), propriété viticole ;
- Château du Plessis-Guéry (reconstruit au XIXe siècle, propriété privée) ;
- Corps de Garde (XVe ou XVIe siècle)[49] ;
- Église néo-romane Saint-Vincent (XIXe siècle, 1853), elle abrite trois tableaux (XVIe et XVIIe siècles) qui ont été donnés par François Cacault[50]. La fameuse « Collection Cacault », achetée par la Ville de Nantes en 1810, compose les fonds les plus anciens du Musée d'Arts de Nantes ;

Tableaux de la collection Cacault - église du Pallet
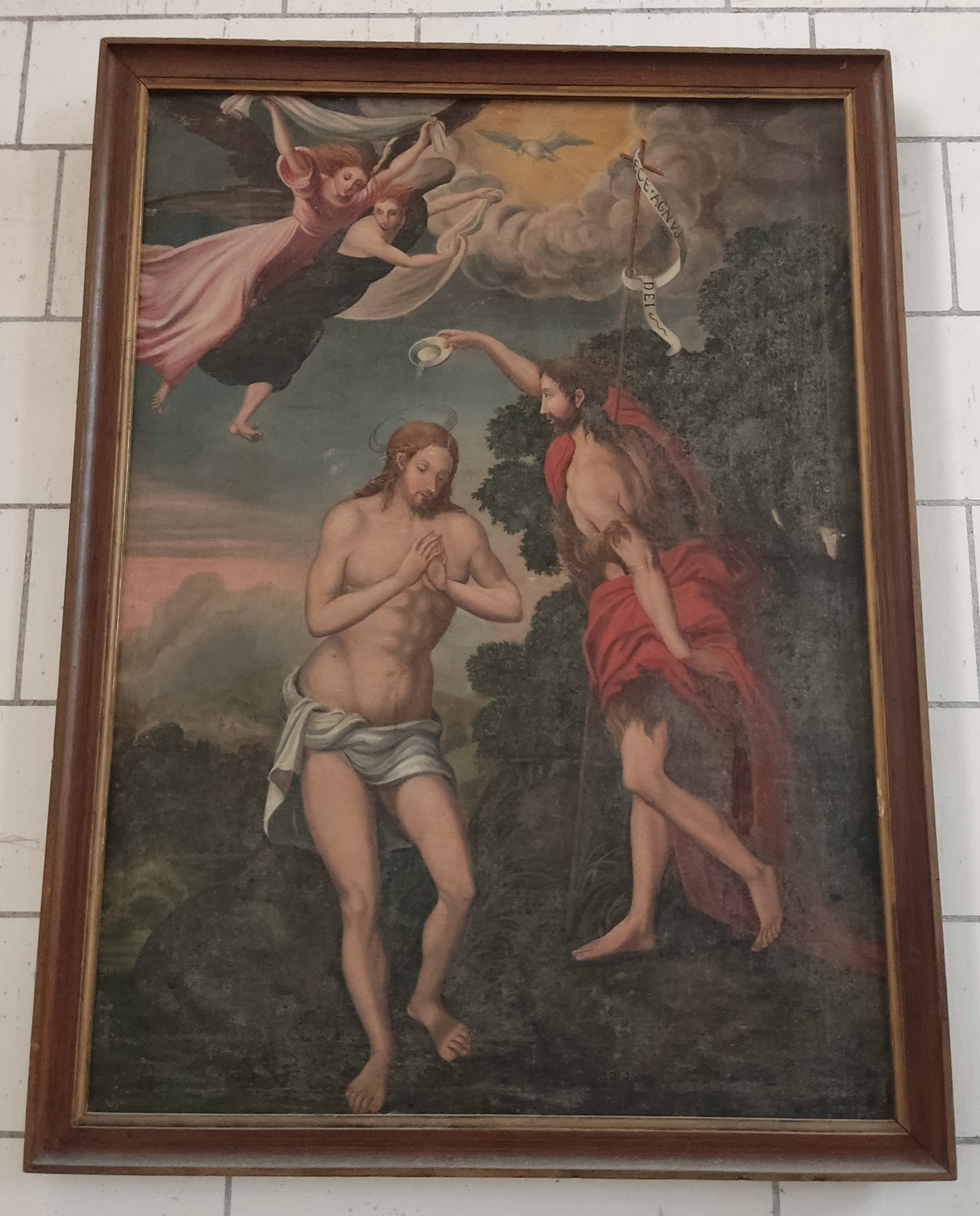
Baptême de Jésus
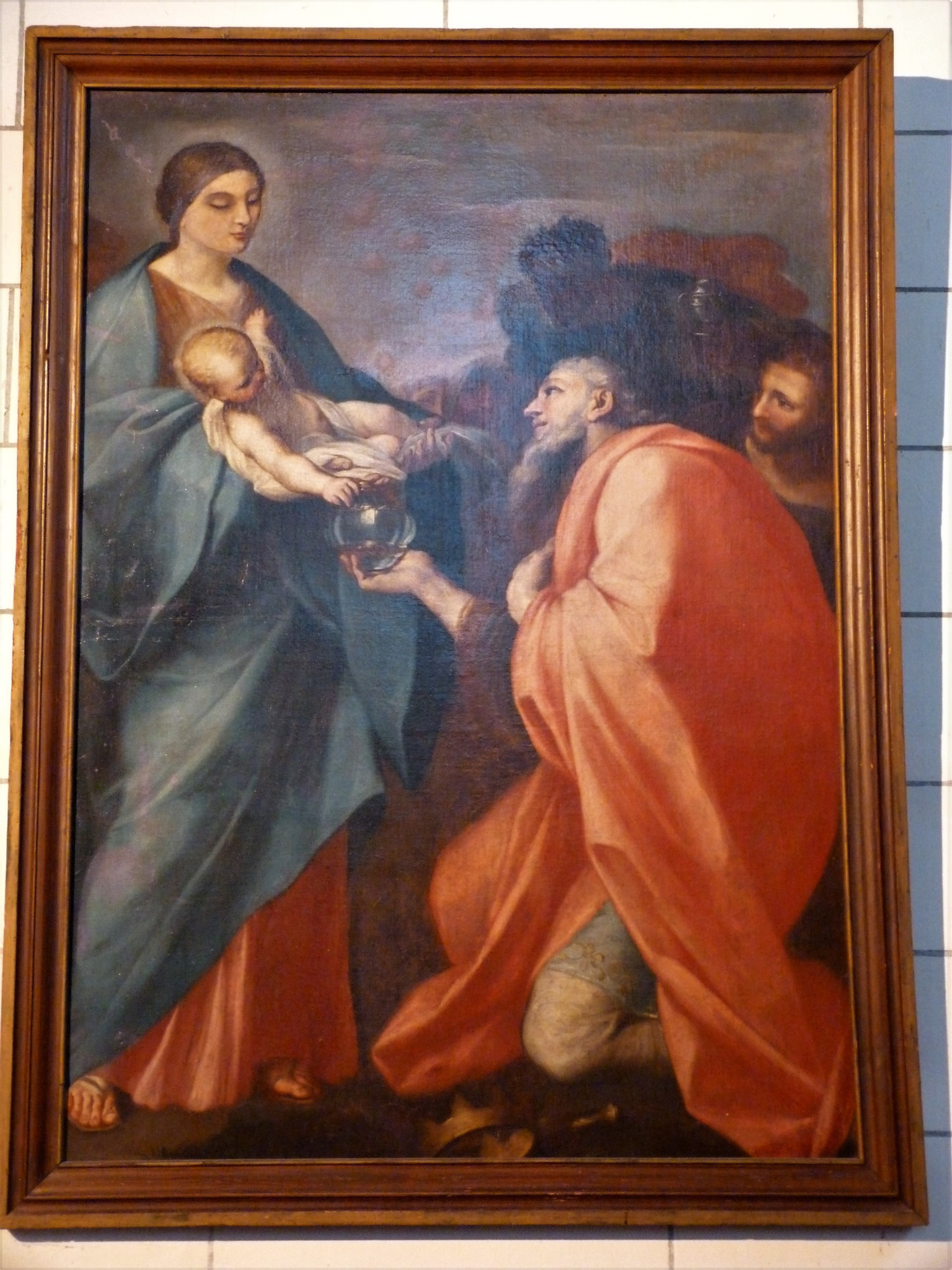
L'Adoration des Mages, d'après Carlo Maratta (original situé dans la Basilique Saint-Marc de Rome)
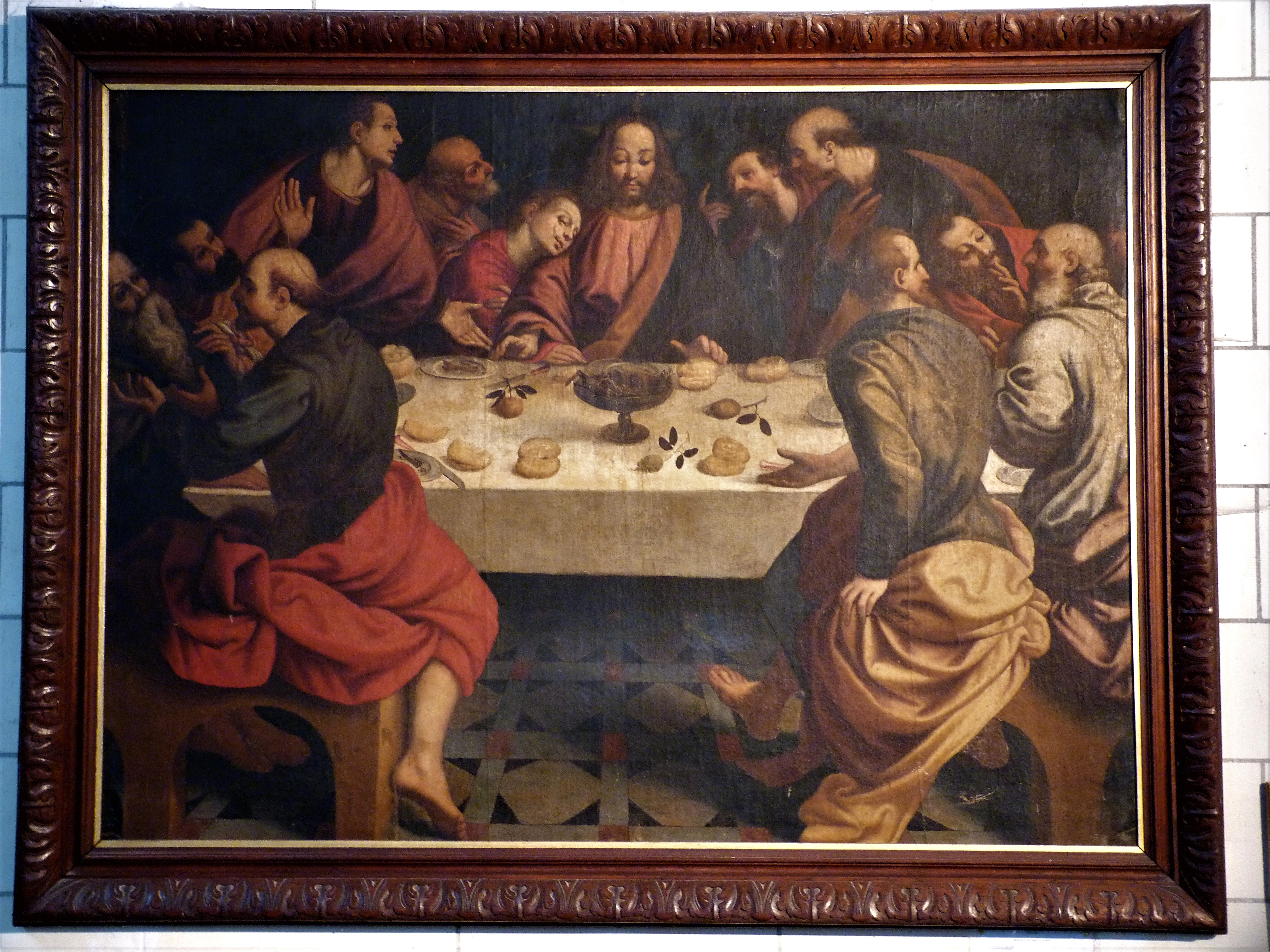
La Cène, d'après Gaudenzio Ferrari (original situé dans l'église Santa Maria della Passione de Milan)

- Moulin à eau du Pé-de-Vignard et sa cheminée en brique (XIXe – XXe siècles), ancienne minoterie et filature ;
- Le "Musée des arts et des traditions populaires du Vignoble et de l’histoire du Pallet à travers les âges" est inauguré en 1980 dans la chapelle Saint-Michel, à l’initiative de l’association d’histoire locale, l’Association culturelle Pierre Abélard. Au début des années 1990, cette association fait don de ses collections et permet l’ouverture d’un « Musée de France » dans des bâtiments construits à cet effet. Le Musée du vignoble Nantais, ouvert en 1995[51], présente « une collection de plus de 500 objets du XVIe siècle à nos jours évoquant l'histoire d'un terroir, les savoir-faire des vignerons nantais et l'évolution des techniques » ;
- Passage de voie romaine ;
- Statue d'Abélard et Héloïse, en bronze (2,25 m, 300 kg), œuvre de Bilal et Sylviane Hassan-Courgeau commandée par l'Association culturelle Pierre Abélard[52], et dévoilée le 16 septembre 2011 ;
- Village du Pé-de-Sèvre et ses maisons de vignerons (environ XVIIIe siècle) typiques du vignoble nantais (escaliers extérieurs en pierre protégés par un auvent)[53] ;
- Village du Port-Domino, port (quai et magasins) aménagé sur les bords de la Sèvre sous Colbert (XVIIe siècle)[54]. C'est actuellement le plus haut point de navigation sur la Sèvre Nantaise depuis Nantes.
- Arbres remarquables :
  - Arbre de Judée : situé au milieu des vignes face à la gare du Pallet, vestige de l'arboretum du marquis de la Galissonnière (XVIIIe siècle), il est préservé grâce à l'Association culturelle Pierre Abélard ;
  - Séquoia géant : situé au 2, rue des Templiers, semé par Jean Marion de Beaulieu en 1864. Il est surnommé "Hercule junior" en référence au séquoia "Hercule", en Californie, sur lequel les graines ont été prélevées. Avec ses 8 mètres de circonférence, il est le plus gros séquoia géant de Loire-Atlantique.

## Personnalités liées à la commune
- Pierre Abélard, théologien, philosophe et compositeur, est né en 1079 au Pallet. Il est resté célèbre pour sa passion tourmentée avec Héloïse et leur correspondance amoureuse. Leur fils Astrolabe ou Astralabe, également né au Pallet, a donné son nom à l'école publique.
- Rolland Michel Barrin de la Galissonnière (1693-1756), officier de marine, botaniste et gouverneur intérimaire de la Nouvelle-France[55] de 1747 à 1749, y possédait un domaine, le château de la Galissonnière, où il créa un arboretum aujourd'hui disparu[56].
- Jean Marion de Beaulieu (1783-1864), général français est mort au Pallet. Il a donné son nom à l'île Beaulieu (Nantes).
- Jean-Dominique Barthélemy (1921-2002), dominicain et bibliste, a grandi au Pallet. Il fut l'un des premiers chercheurs sur les manuscrits de la Mer Morte.
- Joël Dabin (1933-2003), peintre[57], est né au Pallet[58]. En 1964, il créa avec Paul Dauce, Albert Deman et Alain Douillard, le groupe LOVE (Loire-Atlantique, Vendée).
- Michel-François Lavaur (1935-2015), poète[59], a résidé au Pallet jusqu'à son décès où il fut enseignant et directeur de l'école publique. En 1962, il fonde la revue de poésie Traces qu'il animera jusqu'en 2011[60].

## Communauté de communes
Le Pallet est membre de la Communauté de communes Sèvre et Loire.

## Vie associative
- La Banque humanitaire située dans l'ancienne chapelle Saint-Michel citée plus haut[61].

Sports :
- Le club de football FC Entente du Vignoble[62]
- Le club de basketball G.S.V.] (Groupe Saint Vincent le Pallet), fondé en 1939[63].
- Le club de tennis de table T.T.P. (Tennis de Table Palletais) organise chaque année en juin les "24h du tennis de table" depuis 1989[64]
- Le club de pêche No Kill 44-85
- Le Tennis Club du Vignoble

Culture et loisirs :
- Association culturelle Pierre Abélard (généalogie, histoire et patrimoine local)[65]
- La troupe de théâtre amateur T.A.P. (Théâtre Animation Palletais) fondé au début des années 1920[66]
- L'école de musique Loire-Divatte : pôle Fortissimo (la Chapelle-Heulin, le Pallet et Mouzillon)[67]
- L'association Sèvre et Musique (fondée en 1990, héritière de l'harmonie municipale) et son groupe de musique cubaine Les Chapalleros[68].
- L'association P.T.L. (Le Pallet Tourisme et Loisirs), fondée en 1989, "promouvoir le tourisme, animer la région, et soutenir les acteurs locaux"[69].